# Șoim de Galapagos
Șoimul de Galápagos (Buteo galapagoensis) este un șoim mare endemic pentru majoritatea insulelor Galápagos.

## Descriere

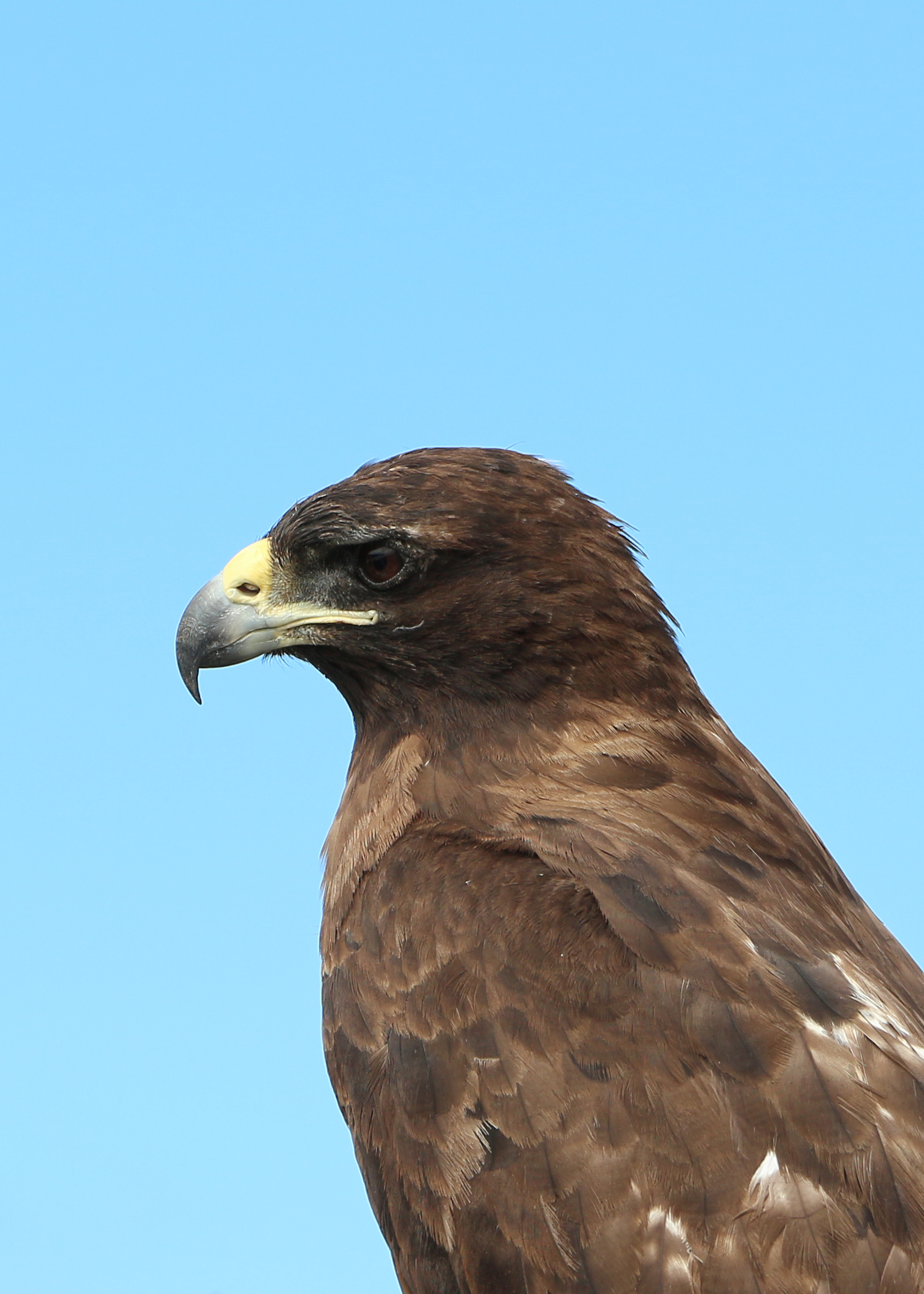
Adult

Șoimul de Galapágos are dimensiuni similare șorecarului cu coada roșie (Buteo jamaicensis) și șoimului Swainson (Buteo swainsoni) din America de Nord, dar dimensiunile variază de la o insulă la alta, așa cum se întâmplă în cazul multor animale originare din Galapágos. Poate avea o lungime de la cioc la coadă cuprinsă între 45 și 58 cm, cu o anvergură a aripilor cuprinsă între 116 și 140 cm. Cele mai mici dimensiuni înregistrate pentru șoimi sunt cele de pe insula Marchena, unde masculii cântăresc în medie 844 g iar femelele 1,223 kg. De dimensiuni intermediare sunt șoimii de pe insula Santiago, unde masculii cântăresc în medie 963 g în timp ce femelele cântăresc în medie 1,295 kg. Cei mai mari șoimi cunoscuți sunt șoimii de pe insula Española, care sunt printre cei mai mari Buteo cunoscuți, cu o medie de 1,137 kg la masculi și de 1,578 kg la femele. Șoimul adult are diferite culori în cadrul speciei.